# 蒂拉克毛鼻鯰
蒂拉克毛鼻鯰，為輻鰭魚綱鯰形目毛鼻鯰科的其中一種，為熱帶魚類，分布於南美洲玻利維亞淡水流域，體長可達6公分，棲息在水質清澈、28°C - 37°C的淺水域，生活習性不明。

## 扩展阅读
維基物種上的相關：蒂拉克毛鼻鯰